# Saski Baskonia 2013-2014
Questa voce raccoglie le informazioni riguardanti il Saski Baskonia nelle competizioni ufficiali della stagione 2013-2014.

## Stagione
La stagione 2013-2014 del Saski Baskonia è la 41ª nel massimo campionato spagnolo di pallacanestro, la Liga ACB.

## Roster
Aggiornato al 12 novembre 2021.
| Laboral Kutxa Vitoria 2013-14 | Laboral Kutxa Vitoria 2013-14 |
| Giocatori                     | Staff tecnico                 |
| ----------------------------- | ----------------------------- |

| N. | Naz.                                                       | Ruolo | Nome                      | Anno | Alt.   | Peso   |  |
| -- | ---------------------------------------------------------- | ----- | ------------------------- | ---- | ------ | ------ |  |
| 4  | Argentina (bandiera) · Spagna (bandiera)                   | AG    | Leo Mainoldi              | 1985 | 202 cm | 109 kg |  |
| 5  | Argentina (bandiera) · Italia (bandiera)                   | AP    | Andrés Nocioni            | 1979 | 203 cm | 102 kg |  |
| 6  | Italia (bandiera)                                          | P     | Giuseppe Poeta            | 1985 | 191 cm | 82 kg  |  |
| 7  | Stati Uniti (bandiera)                                     | AC    | Lamar Odom                | 1979 | 208 cm | 104 kg |  |
| 8  | Ungheria (bandiera)                                        | AP    | Ádám Hanga                | 1989 | 200 cm | 90 kg  |  |
| 10 | Regno Unito (bandiera) · Spagna (bandiera)                 | C     | Dan Clark                 | 1988 | 210 cm | 110 kg |  |
| 11 | Stati Uniti (bandiera)                                     | C     | Lamont Hamilton           | 1984 | 208 cm | 116 kg |  |
| 12 | Senegal (bandiera) · Spagna (bandiera)                     | C     | Ilimane Diop              | 1995 | 210 cm | 104 kg |  |
| 13 | Lituania (bandiera)                                        | G     | Rimantas Kaukėnas         | 1977 | 193 cm | 94 kg  |  |
| 15 | Porto Rico (bandiera) · Isole Vergini Americane (bandiera) | P     | Walter Hodge              | 1986 | 182 cm | 77 kg  |  |
| 19 | Spagna (bandiera)                                          | AP    | Fernando San Emeterio (C) | 1984 | 199 cm | 100 kg |  |
| 20 | Stati Uniti (bandiera)                                     | P     | Alex Renfroe              | 1986 | 191 cm | 77 kg  |  |
| 21 | Germania (bandiera)                                        | C     | Tibor Pleiß               | 1989 | 219 cm | 122 kg |  |
| 22 | Francia (bandiera)                                         | PG    | Thomas Heurtel            | 1989 | 189 cm | 85 kg  |  |
| 24 | Stati Uniti (bandiera) · Polonia (bandiera)                | GA    | Thomas Kelati             | 1982 | 195 cm | 95 kg  |  |
| 25 | Rep. Ceca (bandiera) · Spagna (bandiera)                   | G     | David Jelínek             | 1990 | 195 cm | 88 kg  |  |
| 30 | Regno Unito (bandiera) · Spagna (bandiera)                 | PG    | Devon van Oostrum         | 1993 | 193 cm | 84 kg  |  |
| 51 | Montenegro (bandiera)                                      | AC    | Milko Bjelica             | 1984 | 207 cm | 102 kg |  |
| 55 | Francia (bandiera)                                         | G     | Fabien Causeur            | 1987 | 195 cm | 90 kg  |  |

| Allenatore                                                                      |
| - Sergio Scariolo                                                               |
| Assistente/i                                                                    |
| - Ibon Navarro - David Gil Legenda - (C) Capitano - (IN) Inattivo - Infortunato |

## Mercato

### Sessione estiva
| Acquisti | Acquisti        | Acquisti     | Acquisti      | Acquisti |
| R.a      | Nome            | da           | Modalità      |          |
| -------- | --------------- | ------------ | ------------- | -------- |
| AG       | Leo Mainoldi    | Fuenlabrada  | definitivo    |          |
| C        | Dan Clark       | Estudiantes  | definitivo    |          |
| P        | Walter Hodge    | Zielona Góra | definitivo    |          |
| GA       | Thomas Kelati   | Valencia     | definitivo    |          |
| AP       | Ádám Hanga      | Manresa      | definitivo    |          |
| C        | Lamont Hamilton | Bilbao Berri | definitivo    |          |
| AC       | Mamadou Diop    | Guadalajara  | fine prestito |          |

| Cessioni | Cessioni        | Cessioni       | Cessioni       | Cessioni |
| R.       | Nome            | a              | Modalità       |          |
| -------- | --------------- | -------------- | -------------- | -------- |
| P        | Omar Cook       | Lietuvos rytas | fine contratto |          |
| C        | Unai Calbarro   | Askatuak       | fine contratto |          |
| A        | Nemanja Bjelica | Fenerbahçe     | rescissione    |          |
| C        | Maciej Lampe    | Barcellona     | fine contratto |          |
| AC       | Milko Bjelica   | Free agent     | fine contratto |          |
| AC       | Mamadou Diop    | Xuven Cambados | prestito       |          |

### Dopo l'inizio della stagione
| Acquisti | Acquisti          | Acquisti           | Acquisti         | Acquisti   |
| R.       | Nome              | da                 | Data             | Modalità   |
| -------- | ----------------- | ------------------ | ---------------- | ---------- |
| G        | Rimantas Kaukėnas | Free agent         | 24 ottobre 2013  | definitivo |
| AC       | Milko Bjelica     | Free agent         | 28 ottobre 2013  | definitivo |
| P        | Giuseppe Poeta    | Free agent         | 1 gennaio 2014   | definitivo |
| AC       | Lamar Odom        | Free agent         | 18 febbraio 2014 | definitivo |
| P        | Alex Renfroe      | Enisey Krasnojarsk | 12 maggio 2014   | definitivo |

| Cessioni | Cessioni          | Cessioni        | Cessioni         | Cessioni       |
| R.       | Nome              | a               | Data             | Modalità       |
| -------- | ----------------- | --------------- | ---------------- | -------------- |
| C        | Dan Clark         | Free agent      | 23 ottobre 2013  | rescissione    |
| GA       | Thomas Kelati     | Free agent      | 1 dicembre 2013  | fine contratto |
| G        | Rimantas Kaukėnas | Pall. Reggiana  | 2 dicembre 2013  | rescissione    |
| AC       | Milko Bjelica     | Anadolu Efes    | 30 dicembre 2013 | fine contratto |
| P        | Walter Hodge      | Cap. de Arecibo | 23 febbraio 2014 | rescissione    |
| AC       | Lamar Odom        | Free agent      | 17 marzo 2014    | rescissione    |